# Cephalotes liogaster
Cephalotes liogaster é uma espécie de inseto do gênero Cephalotes, pertencente à família Formicidae.